# Bistrița
Bistrița és la capital de la província de Bistrița-Năsăud, a la regió històrica de Transsilvània (Romania). La ciutat es troba vora el riu Bistrița i té uns 80.000 habitants.

## Història
Les restes més antigues d'assentaments a l'àrea de Bistrița daten del Neolític. Els saxons transsilvans s'establiren a la regió el 1206 i la van anomenar Nösnerland. Un document de 1241 descriu com els mongols, en el seu avenç cap a l'Europa central, destruïren Markt Nosa (el Mercat de Nösen). Situada a la cruïlla de diverses rutes mercantils, la Bistrița medieval va créixer com a centre comercial.
Bistrița va esdevenir una ciutat realment lliure el 1330, i el 1353 obtingué el dret d'organitzar una fira anual de quinze dies, així com el de crear un escut d'armes de la ciutat, que contenia un estruç amb una ferradura al bec. Cap al 1465, el sistema de fortificació de la ciutat comptava amb 18 torres i bastions defensats pels gremis locals. La ciutat albergava també una Kirchenburg, o església fortificada.

## Turisme

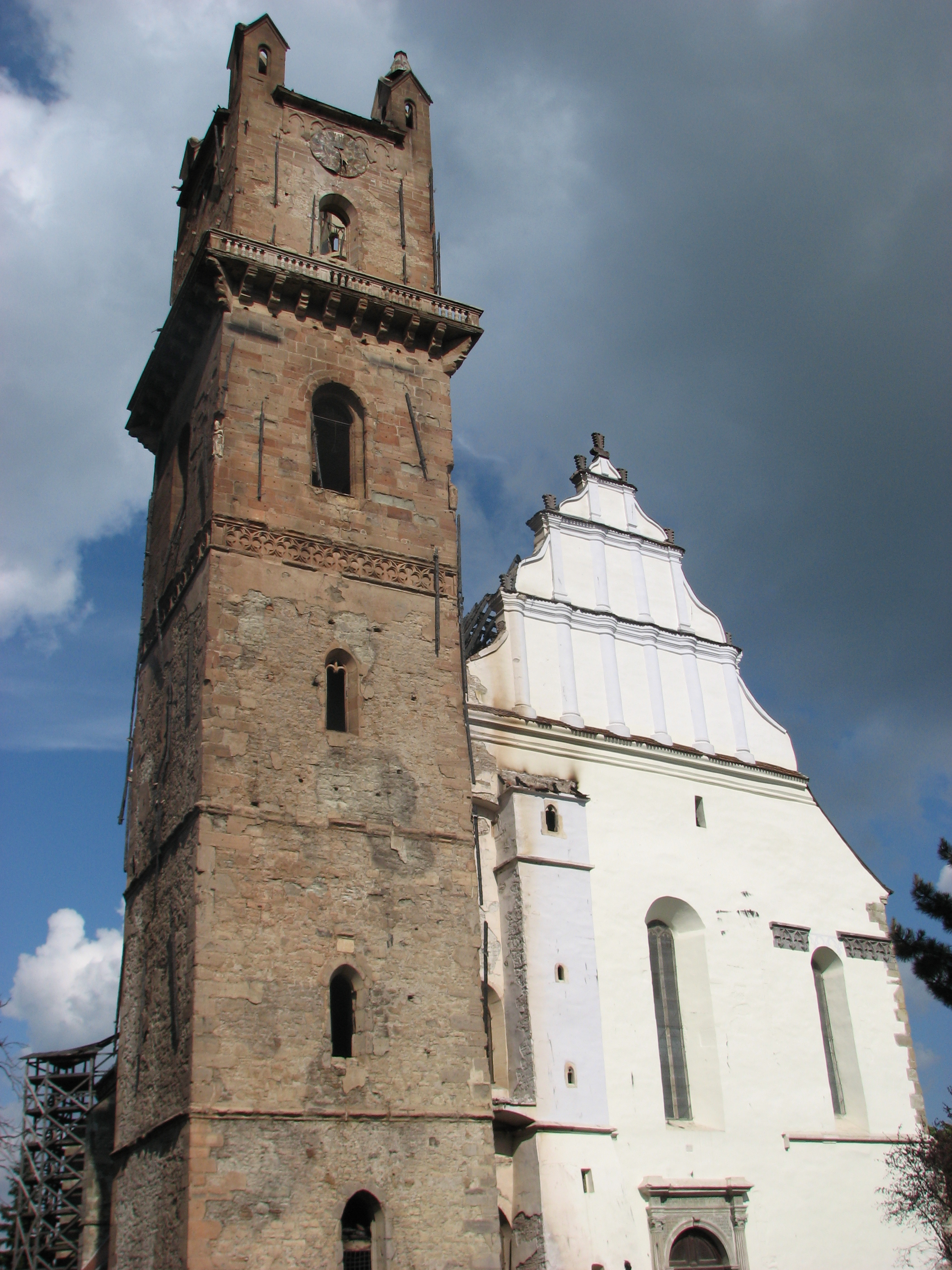
Església luterana

L'església luterana dels saxons, situada a la plaça central de la ciutat, constitueix la major atracció turística de Bistriţa. Construïda originàriament en estil gòtic al segle xiv, durant la remodelació de 1559-63, Petrus Italus li afegí detalls renaixentistes. L'última renovació important fou el 1998. El Museu Provincial de Bistriţa-Năsăud, que ocupa una antiga caserna militar, compta amb objectes d'origen traci, celta i saxó. Diversos incendis ocorreguts durant el segle xix destruïren gran part de la ciutadella medieval.
A la famosa novel·la Dràcula, de Bram Stoker, el personatge principal Jonathan Harker visita Bistriţa i s'allotja a l'hotel Golden Krone. Encara que aquest hotel no existia quan la novel·la fou escrita, la popularitat d'aquesta última conduí a construir-ne un amb aquest nom.

## Transports i mobilitat
Les principals ciutats directament unides per ferrocarril són la capital nacional, Bucarest, que manté un servei de tren nocturn, i la veïna Cluj-Napoca, que compta amb diversos serveis de tren.
Bistriţa també serveix de punt de trànsit per al servei de transports nacionals C&I, que la uneix a les ciutats de Suceava, Satu Mare, Cluj-Napoca, Sibiu, Sighișoara, Târgu Mureş i Brașov.